# Canthochilum cemi
Canthochilum cemi là một loài bọ cánh cứng trong họ Bọ hung (Scarabaeidae).